# 川棚溫泉站
川棚溫泉站（日语：／ Kawatanaonsen eki */?）是位於山口縣下關市豐浦町大字川棚，屬於西日本旅客鐵道（JR西日本）的山陰本線車站。事務管號碼為▲920538。本站為最接近川棚溫泉的車站，過去曾是特急「磯風」的停車站。

## 歷史
- 1914年（大正3年）4月22日 - 長州鐵道（日语：長州鉄道）車站啟用[1]。為客運和貨運車站。
  - 當時車站地址為山口縣豐浦郡川棚村（日语：川棚村）。
- 1925年（大正14年）6月1日 - 長州鐵道線幡生以北路段國有化，為國有鐵道小串線車站[3]。
- 1933年（昭和8年）2月24日 - 小串線編入至山陰本線，成為山陰本線車站[4]。
- 1955年（昭和30年）4月1日 - 隨著豐浦町（日语：豊浦町 (山口県)）成立，車站地址為山口縣豐浦郡豐浦町大字川棚。
- 1963年（昭和38年）2月1日 - 終止貨物起卸業務。
- 1987年（昭和62年）4月1日 - 伴隨國鐵分割民營化，車站由西日本旅客鐵道（JR西日本）營運。
- 2002年（平成14年）4月1日 - 車站由JR西日本廣島MAINTEC（日语：JR西日本広島メンテック）負責車站業務，為簡易委託車站。
- 2005年（平成17年）2月13日 - 隨著下關市（第二次）成立，車站地址為現時位置。
- 2011年（平成23年）4月1日 - 成為無人車站。

## 車站構造

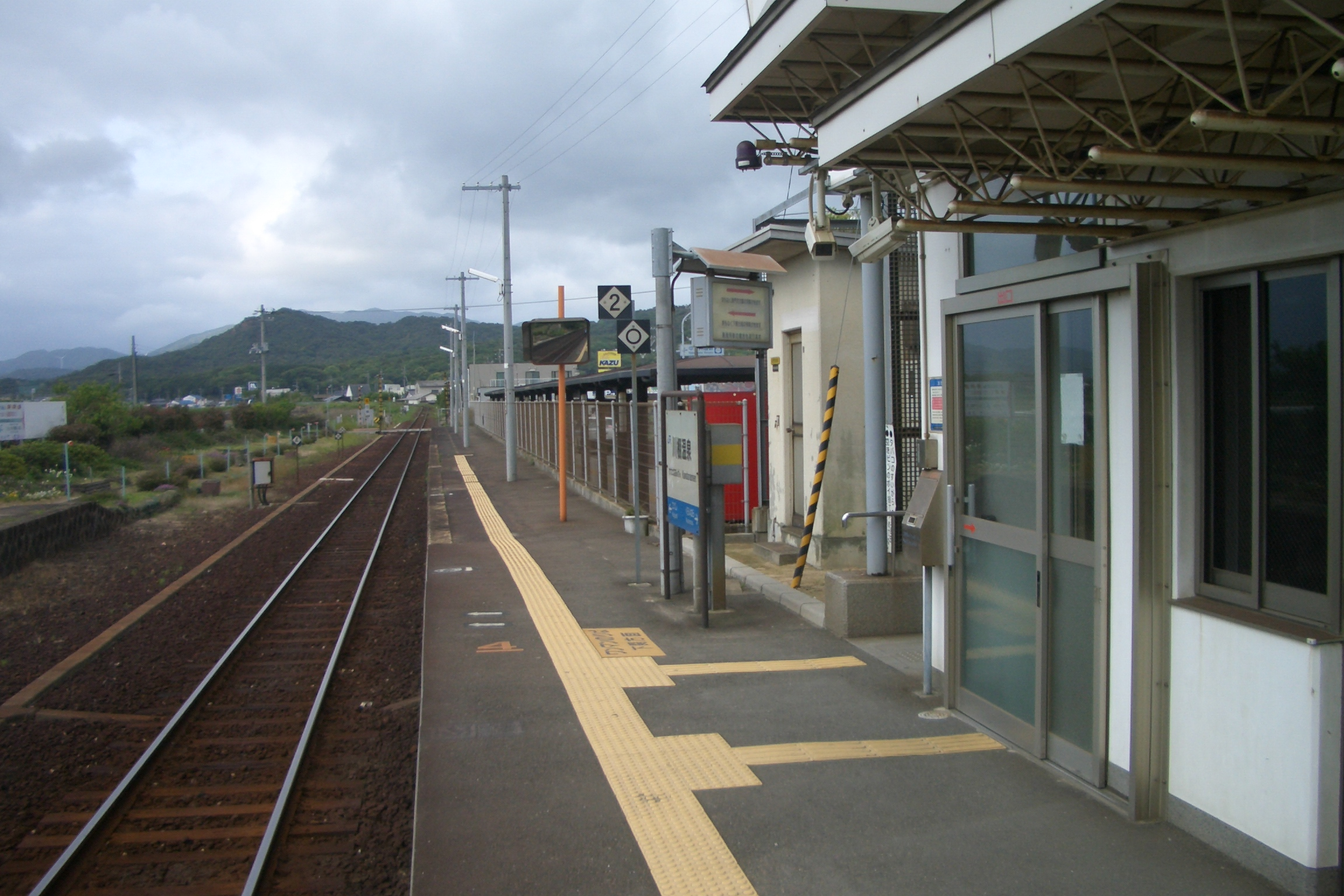
月台(2010年5月)

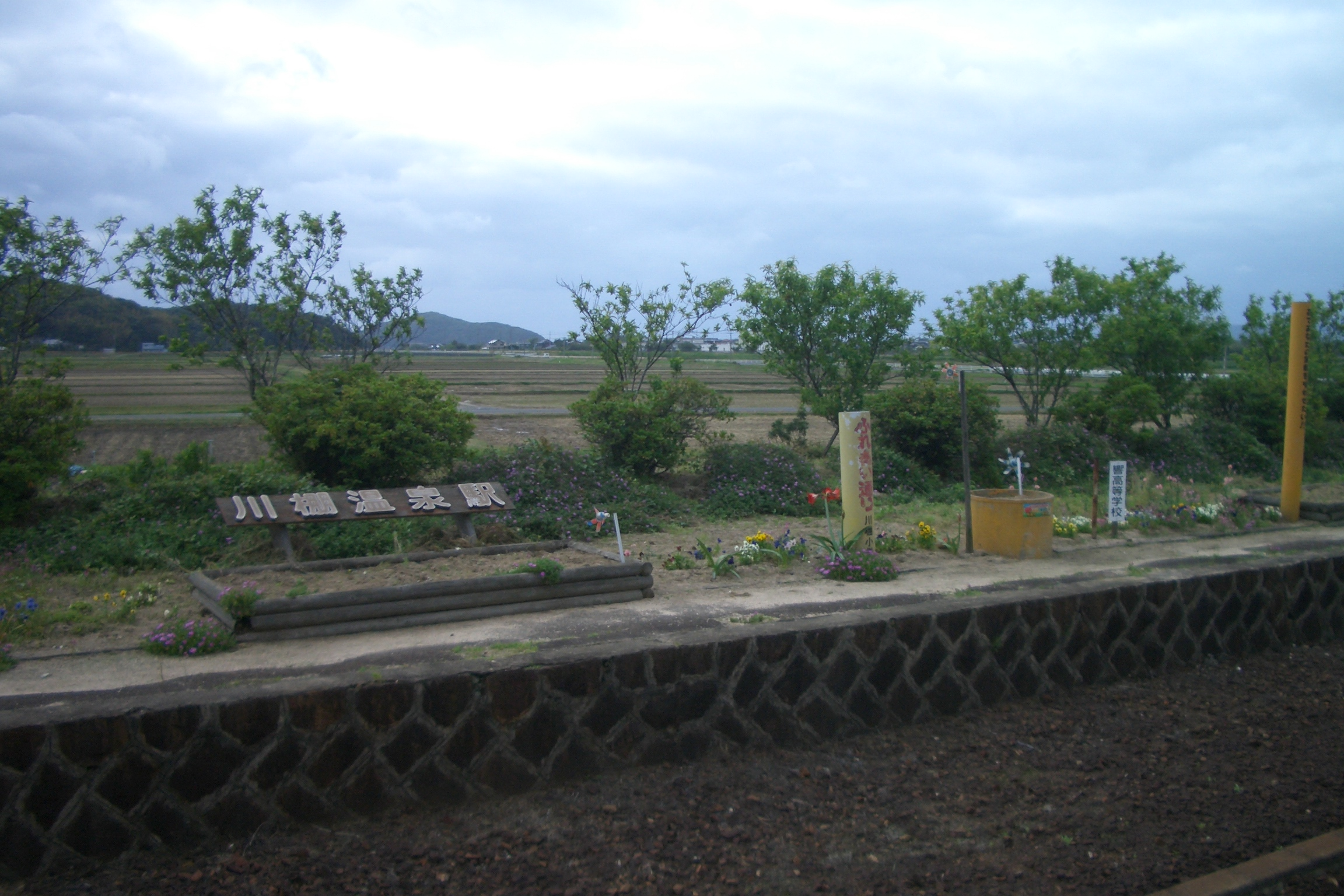
舊月台(2010年5月)

本站是地面車站，曾設有相對式月台，現時前上行月台已廢止，只剩1面1線的單式月台。下關方向和小串方向的列車使用同一月台（前下行月台）。月台上原本設有當地居民製作的花壇，現時已經徹走。
本站是由下關地域鐵道部管理的無人車站，站内設有自動售票機。2002年，車站內部開設地區社區中心「豐浦社區情報廣場」。

## 使用狀況
以下為近年1日平均乘車人次列表：
| 乘車人次變化 | 乘車人次變化    |
| 年度         | 1日平均乘車人次 |
| ------------ | --------------- |
| 1999         | 614             |
| 2000         | 591             |
| 2001         | 559             |
| 2002         | 521             |
| 2003         | 529             |
| 2004         | 529             |
| 2005         | 503             |
| 2006         | 493             |
| 2007         | 487             |
| 2008         | 485             |
| 2009         | 483             |
| 2010         | 471             |
| 2011         | 446             |
| 2012         | 423             |
| 2013         | 433             |
| 2014         | 417             |
| 2015         | 414             |
| 2016         | 390             |
| 2017         | 382             |
| 2018         | 374             |

## 車站周辺
車站大樓位於市區內，在月台對面為田地。車站鄰近下關市的綜合分所（前町公所），而豐浦地區其他行政機關位於鄰站小串站。
車站前設有國道191號和縣道豐浦清末線（青龍街道）路口（川棚路口）。
- 川棚溫泉 - 距離車站約1.8公里
- 下關市立川棚小學
- 榮町簡易郵局
- 下關市政廳豐浦綜合分所（日语：下関市役所#豊浦総合支所）（前豐浦町公所）

另外，車站曾興建連接此站至川棚溫泉的鐵路線（溫泉鐵道）。但是未能建成，只剩下路基，現時為青龍街道。

## 巴士路線
距離車站約150米在豐浦綜合分所前的縣道40號線上設有「川棚站」巴士站。設有山電交通、藍線交通巴士路線。
- 山電交通 - 只設有1條路線。大約每1至2小時1班。
  - 川棚溫泉方向
  - 豐洋台、吉見站、橫野、綾羅木（日语：綾羅木）、山之田（日语：山の田）、東站（日语：東駅）、唐戶、下關站方向
- 藍線交通
  - 川棚溫泉方向
  - 豐浦醫院（日语：山口県済生会豊浦病院）、豐浦綜合支援學校（日语：山口県立豊浦総合支援学校）、小串站、福德稻荷、湯玉站、大河内溫泉、橫道、濱井場、宇賀本鄉、土井濱（日语：土井ヶ浜遺跡）、特牛港、肥中方向
  - 涌田、松谷、吉永、黑井村站、室津、室津上、豐洋台方向

## 相鄰車站
西日本旅客鐵道
■山陰本線
小串－川棚溫泉－黑井村

## 注腳
1. 1 2  「通運」『官報』1914年4月28日（國立國會圖書館數碼化收藏）
2. ↑  日本國有鐵道旅客局(1984)『鉄道・航路旅客運賃・料金算出表 昭和59年４月20日現行』。
3. ↑  「鉄道省告示第81号」『官報』1925年5月26日（國立國會圖書館數碼化收藏）
4. ↑  「鉄道省告示第42号」『官報』1933年2月18日（國立國會圖書館數碼化收藏）
5. ↑  山口縣統計年鑑

## 外部連結
- 川棚溫泉｜車站資訊：JR出門網 - 西日本旅客鐵道